# Heike Walles
Heike Walles (geborene Schönke, ehemalige Mertsching; * 1. Oktober 1962 in Wiesbaden-Sonnenberg) ist eine deutsche Biologin, die seit 2019 als Professorin die Core Facility Tissue Engineering an der Otto-von-Guericke-Universität Magdeburg leitet. Von 2009 bis 2019 war sie Inhaberin des damals neu geschaffenen Lehrstuhls für Tissue Engineering und Regenerative Medizin an der Medizinischen Fakultät der Universität Würzburg. Davor war sie von 2004 bis 2013 Abteilungsleiterin des Fraunhofer-Instituts für Grenzflächen- und Bioverfahrenstechnik (IGB) in Stuttgart. Im Juni 2010 wurde Walles in den Deutschen Ethikrat berufen.

## Leben
Nach dem Abitur am Schulzentrum Obere Aar in Taunusstein im Jahre 1982 studierte Walles Biologie zunächst in Freiburg und schließlich an der Justus-Liebig-Universität Gießen, das sie mit Diplom abschloss. 1991–1994 folgte die Promotion am Max-Planck-Institut Martinsried mit einer Arbeit über viral bedingte Herzerkrankungen.
In den Jahren 2003 und 2004 war Walles als Koordinatorin des interdisziplinären „Tissue Engineering Network“ der Medizinischen Hochschule Hannover tätig; als Gruppenleiterin und später Juniorprofessorin entwickelte sie hier künstliches Gewebe für Herzklappen und Blutgefäße.
Im Jahre 2004 wechselte sie an das Stuttgarter Fraunhofer-Institut für Grenzflächen- und Bioverfahrenstechnik und war bis März 2013 dort Leiterin der Abteilung Zellsysteme.
Im August 2009 wurde Heike Walles an den neu eingerichteten Lehrstuhl für Tissue Engineering und Regenerative Medizin der Universität Würzburg berufen. 2016 wurde sie in die Deutsche Akademie der Technikwissenschaften (acatech) gewählt. 2019 wechselte sie an die Otto-von-Guericke-Universität Magdeburg.
Seit September 2009 ist sie mit den Chirurgen Thorsten Walles verheiratet.

## Forschungsschwerpunkte
Heike Walles entwickelt Verfahren zur Züchtung verschiedener Gewebearten aus körpereigenen menschlichen Zellen, das in der Transplantationsmedizin ebenso eingesetzt werden kann wie für Medikamententests und in der Krebsforschung. Die Vermehrung zielt auf Knochengewebe ebenso wie Haut oder Leber und erfolgt in so genannten Bioreaktoren, in denen die Gewebezellen den gleichen physischen wie physiologischen Einflüssen ausgesetzt sind wie in natürlichen Wachstumsprozessen, beispielsweise wird auf Knochengewebe ein kontinuierlich wechselnder Druck ausgeübt, Zellen für Blutgefäße werden von pulsierenden Flüssigkeiten umströmt und Luftröhrengewebe wird einem stetig in der Richtung wechselnden Luftstrom ausgesetzt, um die mikrobiologische Umgebung im Labor zu simulieren. Erste Anlagen zur volltechnisierten Herstellung menschlichen Hautgewebes existieren bereits.
Gemeinsam mit ihrem Mann gelang es Heike Walles bis 2009 für drei Patienten menschliches Luftröhrengewebe zur Therapie von Defekten der Trachea zu züchten.

Im Jahr 2010 startete unter dem Titel Vascubone ein EU-Forschungsprojekt zur Knochenregeneration, das Heike Walles leitet.
 Zu Fragen der EU-Förderung wird Heike Walles an der Zukunftskonferenz Medizintechnik vom 20. bis 21. Juni 2011 in Berlin als Expertin teilnehmen.
Parallel zu ihrem Medizinischen Lehrstuhl wurde auch ein am Fraunhofer-Institut angesiedeltes Forschungsprojekt „Regenerative Technologien für die Onkologie“ in Würzburg aufgebaut, für das im Rahmen eines Forschungsförderprogramms der bayerischen Landesregierung eine Förderung von fünf Mio. Euro zur Verfügung gestellt wurden.

## Mitgliedschaften
- Leitungsausschuss Fraunhofer-Institut IGB
- Deutsche Gesellschaft für Regenerative Medizin, Sprecherin des Wissenschaftlichen Beirats 2007–2009
- DECHEMA